# هایاتو میچیوه
هایاتو میچیوه (انگلیسی: Hayato Michiue؛ زادهٔ ۱۷ ژوئن ۱۹۹۱) بازیکن فوتبال اهل ژاپن است.